# Karakal
Der Karakal (Caracal caracal) ist eine afroasiatische, mittelgroße Katze aus der Gattung Caracal. Der Name bezieht sich auf die Schwarzfärbung der Ohren (türkisch karakulak bedeutet „Schwarzohr“). Wegen seiner Ähnlichkeit mit den Luchsen wird er manchmal auch als Wüstenluchs bezeichnet.
Der Karakal wurde ursprünglich als Verwandter der Luchse eingeordnet. Bereits frühe Untersuchungen wiesen jedoch darauf hin, dass er der Gattung Felis näher steht, zu der auch die Wildkatze gehört. Aktuelle Untersuchungen der DNS-Sequenz belegen, dass er am engsten mit der Afrikanischen Goldkatze (C. aurata, Syn.: Profelis aurata) verwandt ist.
Die IUCN stuft den Karakal als nicht gefährdet (least concern) ein.

## Merkmale
Der Karakal ist von luchsartiger Gestalt; insbesondere seine zugespitzten Ohren sind groß und schwarz gepinselt, allerdings sind die Pinsel im Verhältnis zur Körpergröße länger als die eines Luchses. Die hinten schwärzlichen Ohren sind mit Weiß durchsetzt. Ähnlich wie beim Luchs sind die Vorderbeine kürzer als die Hinterbeine, allerdings ist dies nicht so ausgeprägt wie bei dieser Art. Der für den Luchs typische Backenbart fehlt ihm, er hat auch nicht den luchstypischen Stummelschwanz. Die schwarz-weiße Gesichtszeichnung fällt um Maul und Augen auf. Sein Fell ist je nach Region von ockergelber, grauer oder weinroter Farbe. Die helle Bauchseite ist leicht gefleckt.
Die Kopf-Rumpf-Länge beträgt im Schnitt 65 Zentimeter, hinzu kommen 30 Zentimeter Schwanz, die Schulterhöhe beträgt 45 Zentimeter und das Gewicht der Kater beträgt 13 bis 18 Kilogramm, während die Weibchen kleiner und leichter sind. Das Lautrepertoire ist katzentypisch und umfasst Miauen, Fauchen und Schnurren.
Der Karakal verfügt wie die Hauskatze über einen Stellreflex.

## Verbreitung und Lebensraum
Das Verbreitungsgebiet des Karakals erstreckt sich über weite Teile Afrikas, wo er nur in den feuchten zentralafrikanischen Waldgebieten und der Zentralsahara fehlt, sowie Südwestasien von der Arabischen Halbinsel über die Türkei und den Iran bis zum Aralsee und Nordwestindien. Weite Teile des Verbreitungsgebietes weisen nur einen geringen Bestand an Karakalen auf und in einigen Regionen gilt er auch als ausgesprochen selten. Er ist dagegen zahlreich in der südafrikanischen Kapprovinz vertreten.

Verbreitungsgebiete des Karakals

Der Lebensraum des Karakals sind trockene Habitate wie Halbwüsten, Steppen und Trockenwälder. Reine Sandwüsten sind dagegen nicht sein Habitat. Karakale bevorzugen grundsätzlich offeneres Gelände als die meisten anderen Katzen, bevorzugen aber Gelände, das ihnen durch Bäume, Büsche oder Felsen Deckung bietet. In Niger besiedeln sie beispielsweise semiaride Regionen rund um die Gebirgsmassive. In Israel kommen sie überwiegend in hügeligem Grasland vor, das locker mit Akazien bestanden ist. In Turkmenistan leben sie auch in den weiträumigen Schilfdickichten entlang großer Flüsse.
Das ursprüngliche Verbreitungsgebiet des Karakals deckte sich weitgehend mit dem des Geparden, und in diesem Verbreitungsgebiet kamen ursprünglich mehrere Arten von 15 bis 30 Kilogramm schweren Gazellen vor, darunter Hirschziegenantilopen, Indische Gazellen, Kropfgazellen und Dorkasgazellen. Die Bestände dieser Gazellen sind in den letzten hundert Jahren stark zurückgegangen. Der Karakal schlägt daher heute überwiegend Hasen und Schliefer sowie teilweise auch Hausziegen und Hausschafe.
Die Revieransprüche und Reviergröße von Karakalen sind bislang nur unzureichend untersucht. Grundsätzlich sind sie Einzelgänger, es werden aber immer wieder auch zwei adulte Tiere gemeinsam beobachtet. Vier Weibchen, die in Israel mit Sendern versehen wurden, nutzten jeweils ein Revier von einer Größe von etwa 57 Quadratkilometern. Die Reviere überlappten sich dabei kaum. Die gleichfalls mit Hilfe von Radiosendern untersuchten Männchen hatten mit rund 220 Quadratkilometern erheblich größere Reviere, die sich zum Teil deutlich überlappten. In Südafrika waren dagegen die Reviere der Karakale deutlich kleiner und betrugen für Weibchen rund 18,2 Quadratkilometer und 65 Quadratkilometer für Männchen.

## Lebensweise

### Ernährung

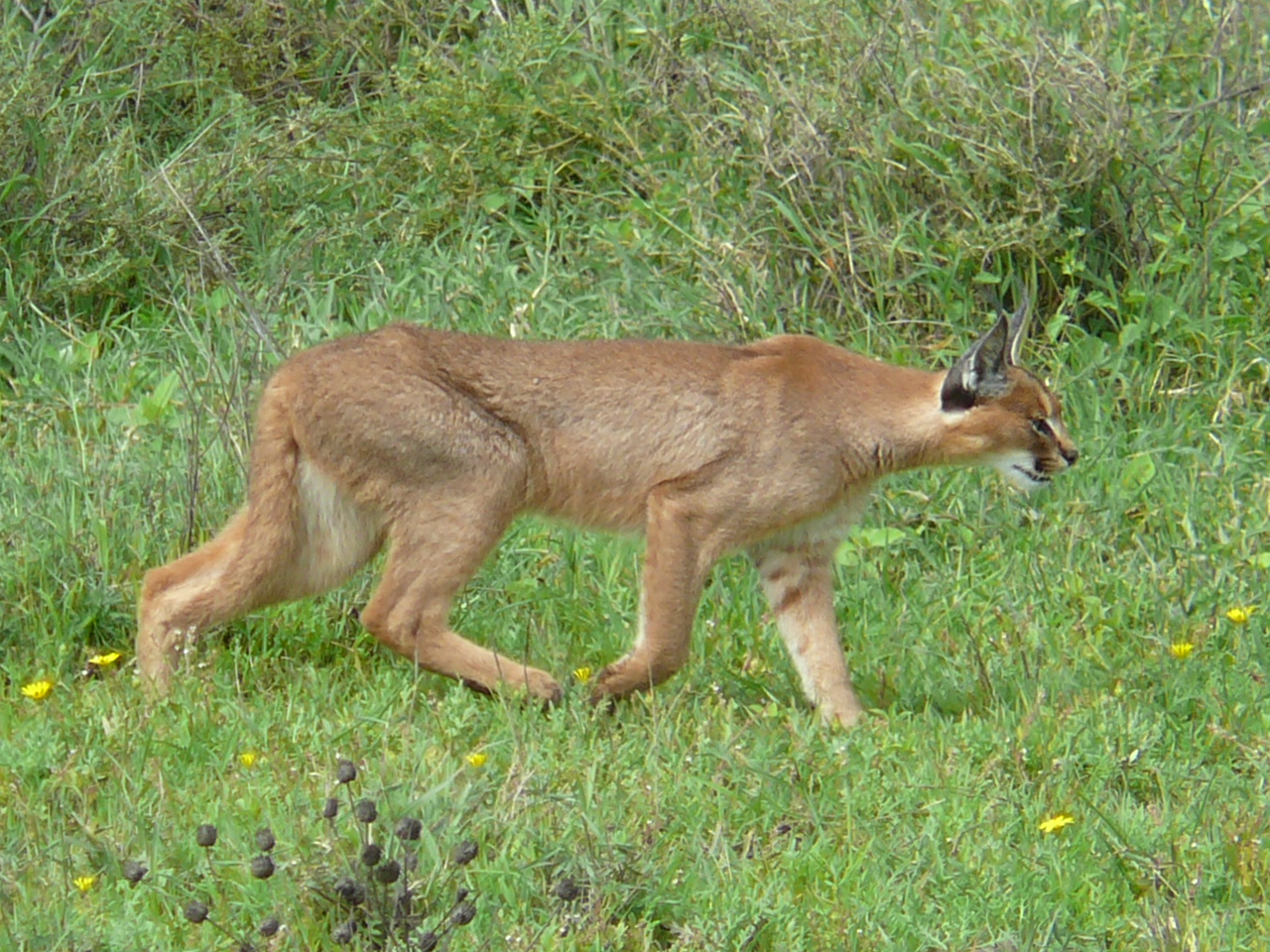
Karakal bei der Jagd in der Serengeti

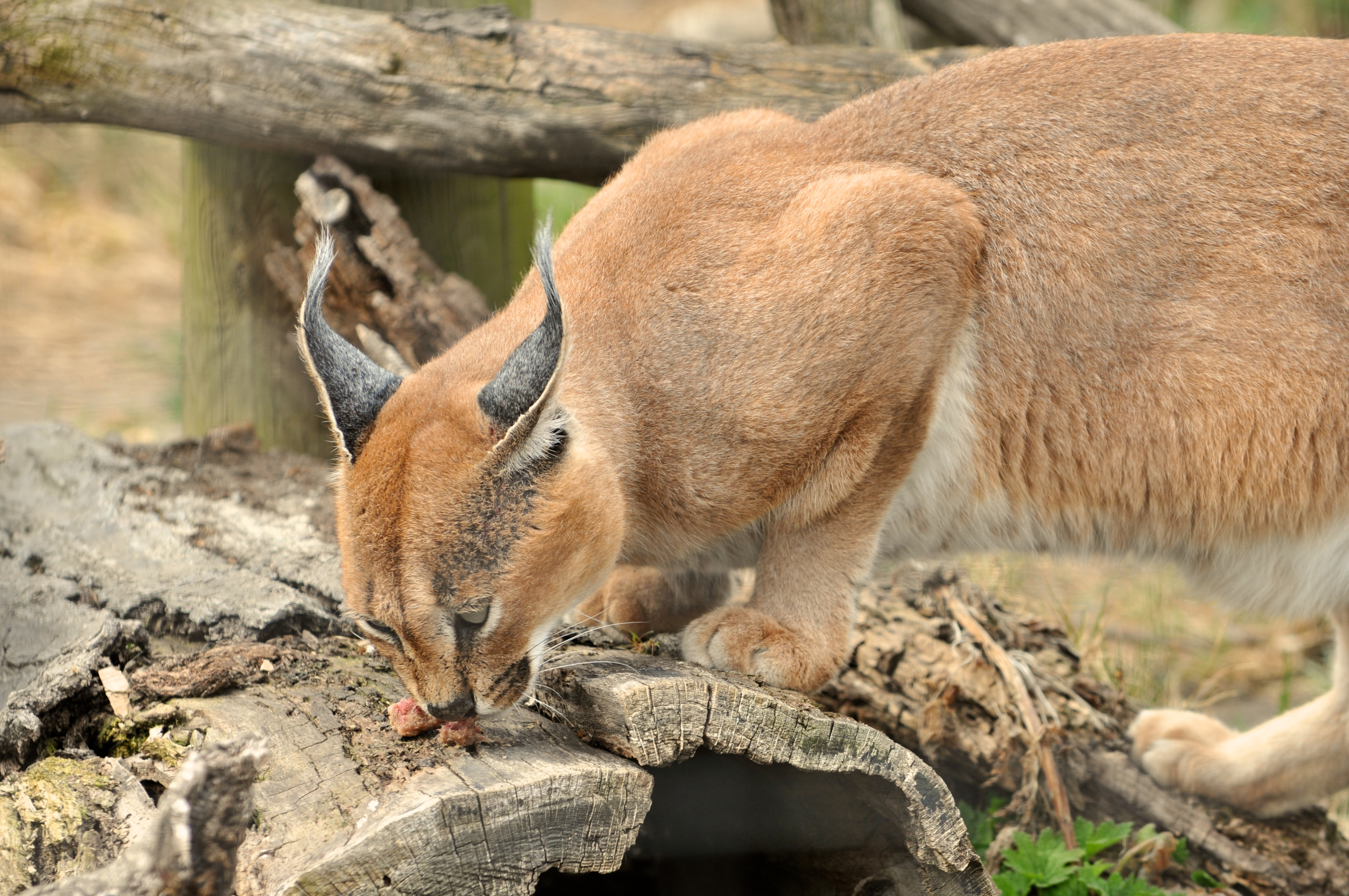
Karakal im Zoo von Toronto

Karakale jagen überwiegend während der Nacht, in Regionen, in denen sie ungestört leben, kann man sie jedoch auch während des Tages bei der Jagd beobachten. Vom Menschen aufgescheuchte Karakale suchen gewöhnlich Deckung: In offenem Gelände legen sie sich flach auf den Boden und bleiben dort bewegungslos liegen. Auf Grund ihrer Fellfärbung sind sie dann kaum auszumachen.
Die Jagd erfolgt nach Katzenart durch Auflauern oder Anschleichen mit abschließendem Anspringen, beziehungsweise einem Kurzspurt von meist unter fünf Metern. Bei diesen Kurzsprints ist der Karakal schneller als die meisten gleich großen Katzen. Die Hinterbeine, deren Länge die der Vorderbeine übertrifft, begünstigen dabei ein schnelles Zusprinten auf die Beute. Große Jagdbeute wie Antilopen und Ducker wird durch einen gezielten Biss in die Kehle erstickt. Kleine Beute wie Hasen und Mäuse werden gewöhnlich mit einem Nackenbiss getötet. Bei der Jagd auf Vögel nutzen Karakale ihre Beweglichkeit und Sprungkraft, indem sie hinter auffliegenden Vögeln herspringen und sie mit den Pfoten greifen.
Das Beutespektrum des Karakals ist sehr groß und reicht von Mäusen bis zu Antilopen und Vögeln. Anders als bei den meisten gleich großen Katzen spielen im Nahrungsspektrum des Karakals Beutetiere eine erhebliche Rolle, die zwei- bis zweieinhalb mal so schwer sind wie der Karakal. Der größte Teil seiner Beute wiegt allerdings weniger als fünf Kilogramm. Dabei handelt es sich zu einem großen Teil um Hasen, Schliefer, kleine Nagetiere und Vögel, wobei ein Karakal bei der Jagd gut 3 Meter hoch aus dem Stand springen kann – aber auch schon Sprünge bis 5 Meter Höhe wurden beobachtet, um Vögel im Flug zu fangen. Im südafrikanischen Mountain-Zebra-Nationalpark machten Säugetiere 94 Prozent seiner Nahrung aus. Die etwa kaninchengroßen Schliefer waren als Beutetier in fünfzig Prozent der Kotproben nachweisbar. In zwanzig Prozent der Kotproben waren auch Bergriedböcke nachzuweisen, eine mittelgroße Art aus der Gattung der Riedböcke. Bei neun in Botswana geschossenen Karakalen bestand der Mageninhalt überwiegend aus Rennmäusen und anderen Mäuseartigen. Daneben ließen sich Hasen, Springhasen, Fasanenartige, Eidechsen und Impalas nachweisen. Bei in Israel untersuchten Karakalen machten Vögel bis zu 24 Prozent der Nahrung aus. Sie fraßen hier jedoch auch Ichneumons und Igel sowie in geringem Maße auch Insekten. Wie viele andere Katzen fressen Karakale in geringem Ausmaß auch Pflanzen. Fünf Prozent von 394 Mägen, die in Südafrika untersucht wurden, enthielten Gras. Ein Karakal  kann auch Schakale jagen.

### Fortpflanzung

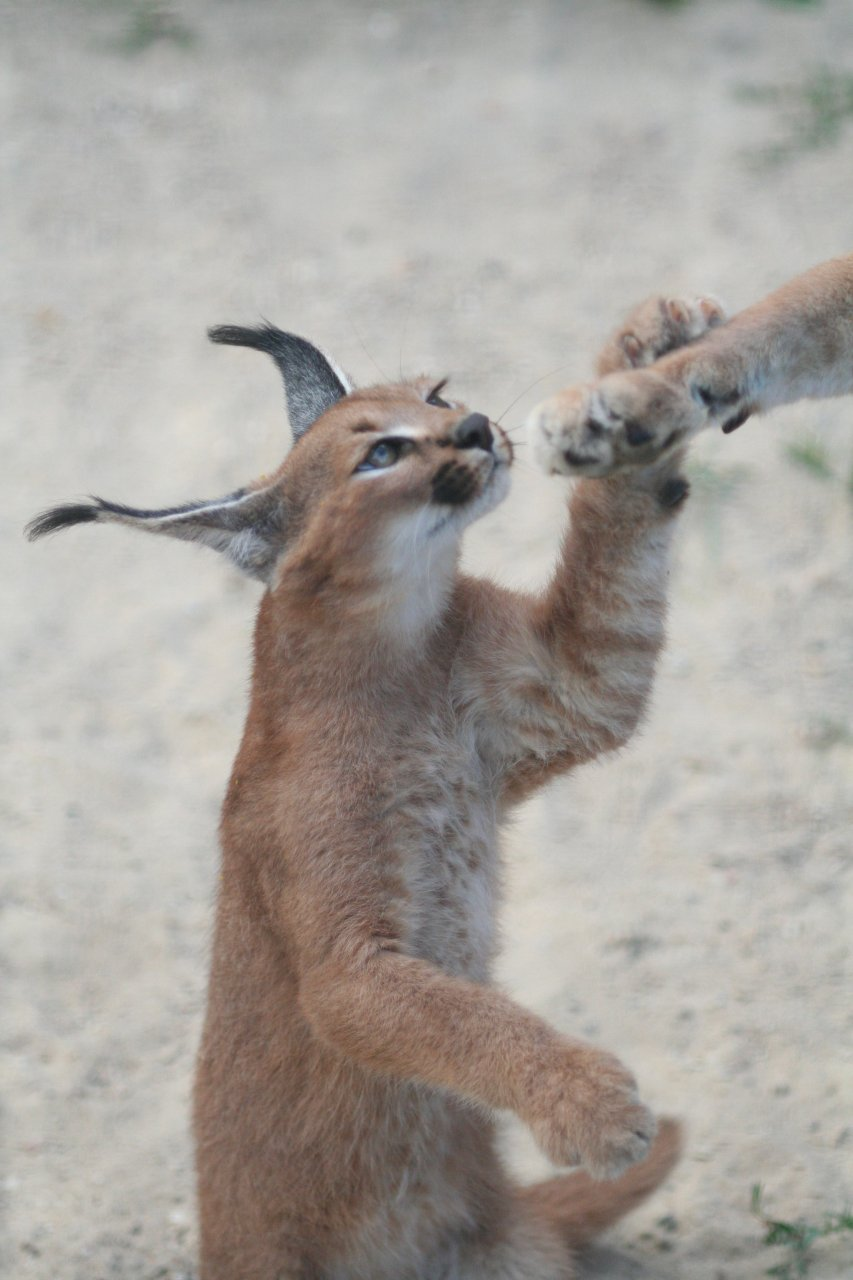
Jungtier

Bei in Gefangenschaft gehaltenen Karakalen hat man festgestellt, dass mit beginnender Begattungsbereitschaft weibliche Karakale deutlich häufiger Urin absetzen. Männchen, die in dieser Zeit in das Gehege eines Weibchens gelassen werden, inspizieren zunächst diese Urinmarkierungen. Das weist darauf hin, dass Männchen am Urin erkennen können, ob ein Weibchen paarungsbereit ist. Der Östrus des Weibchens dauert etwa zwei Wochen.
Die Fortpflanzungsbiologie des Karakals ist bislang nicht in allen Einzelheiten untersucht. Bei in Israel beobachteten Karakalen paarten sich die Weibchen über einen Zeitraum von fünf bis sechs Tagen mit mehreren Männchen. Die einzelne Paarung dauert im Schnitt vier Minuten. Kämpfe zwischen den Männchen wurden in Israel nicht beobachtet. Bei in Südafrika geschossenen Karakalen wiesen jedoch alle Männchen Narben an Köpfen und Ohren auf, was auf Kämpfe zwischen den Männchen schließen lässt. Bei Karakalen scheint auch Infantizid vorzukommen, das Töten der eigenen Art. Im Magen von fünf Männchen hat man die Überreste von Karakal-Jungtieren gefunden.
Die Tragezeit beträgt zwischen 68 und 81 Tagen. Gewöhnlich gebiert ein Karakal zwei Junge, es werden aber auch nur ein Junges oder sogar bis zu sechs großgezogen. Die Jungtiere werden meist an einem ruhigen Platz wie etwa einer Felshöhle oder unter einem Wurzelteller geboren. Die Jungtiere, die bereits behaart zur Welt kommen, wiegen zum Zeitpunkt ihrer Geburt etwa 198 bis 250 Gramm und sind während der ersten vier bis zehn Lebenstage blind. Sie werden nur von der Mutter betreut. Ihr vollständiges Gebiss haben sie etwa im Alter von fünfzig Tagen, der Wechsel zum permanenten Gebiss setzt mit etwa vier bis fünf Monaten ein und ist mit zehn Monaten abgeschlossen. Bei frisch geborenen Jungen sind die Ohren zunächst flach angelegt und beginnen sich erst ab der zweiten Lebenswoche aufzurichten. Im Alter von vier Wochen haben sie die karakaltypischen Stehohren. Die Krallen sind am Anfang nicht einziehbar, dies beherrschen sie ebenfalls etwa ab der vierten Lebenswoche.
In Gefangenschaft aufgezogene Karakale begannen ab einem Alter von drei Monaten damit, selber Beutetiere zu schlagen. Sie werden im Alter von etwa 15 Wochen entwöhnt. Vermutlich im Alter von neun bis zehn Monaten verlassen sie das Revier ihres Muttertiers. Sie sind bereits in ihrem ersten Lebensjahr geschlechtsreif. Allerdings zeugen Männchen frühestens in einem Alter von zwölf bis vierzehn Monaten Nachwuchs und Weibchen werden gewöhnlich erst im Alter von vierzehn bis fünfzehn Monaten tragend. In Gefangenschaft gehaltene Karakale wurden bis zu 16 Jahre alt.

## Feinde und Konkurrenten
In Teilen des Verbreitungsgebietes des Karakals leben auch Löwen, Leoparden und Hyänen. Diese deutlich schwereren Raubtiere schlagen gelegentlich auch Karakale.
Schakale kommen gleichfalls in zahlreichen Lebensräumen des Karakals vor und scheinen die erfolgreicheren Jäger zu sein. In Regionen Südafrikas und Israels, in denen man gezielt Schakale abschoss, nahm die Zahl an Beutetieren und auch die der Karakale deutlich zu.

## Systematik
Der Karakal wird als eigenständige Art der Gattung Caracal innerhalb der Katzen eingeordnet, die neben ihm noch die Afrikanische Goldkatze (Caracal aurata), ehemals Profelis aurata, enthält. Er wurde von Johann Christian von Schreber im Jahr 1776 in seinem Werk Die Säugethiere in Abbildungen nach der Natur als Felis caracal wissenschaftlich beschrieben und damit den Katzen zugeordnet.
Auf der Basis umfangreicher molekularbiologischer Merkmale wurde der Karakal innerhalb der Katzen der Afrikanischen Goldkatze als Schwesterart zugeordnet, gemeinsam mit dem Serval bilden sie ein Taxon. Dabei wurde teilweise vorgeschlagen, auch den Serval in die Gattung Caracal aufzunehmen. Das gemeinsame Taxon wiederum wird den restlichen Kleinkatzen mit Ausnahme der Marmorkatze gegenübergestellt, die Trennung von den restlichen Katzen fand vor etwa 8,5 Millionen Jahren im späten Miozän als Folge der Besiedlung Afrikas durch die gemeinsamen Vorfahren der Caracal-Linie statt, während sich die ursprünglichen Katzen in Eurasien und später auch in Nordamerika ausbreiteten.
In der Enzyklopädie Handbook of the Mammals of the World werden insgesamt neun Unterarten des Karakals unterschieden:

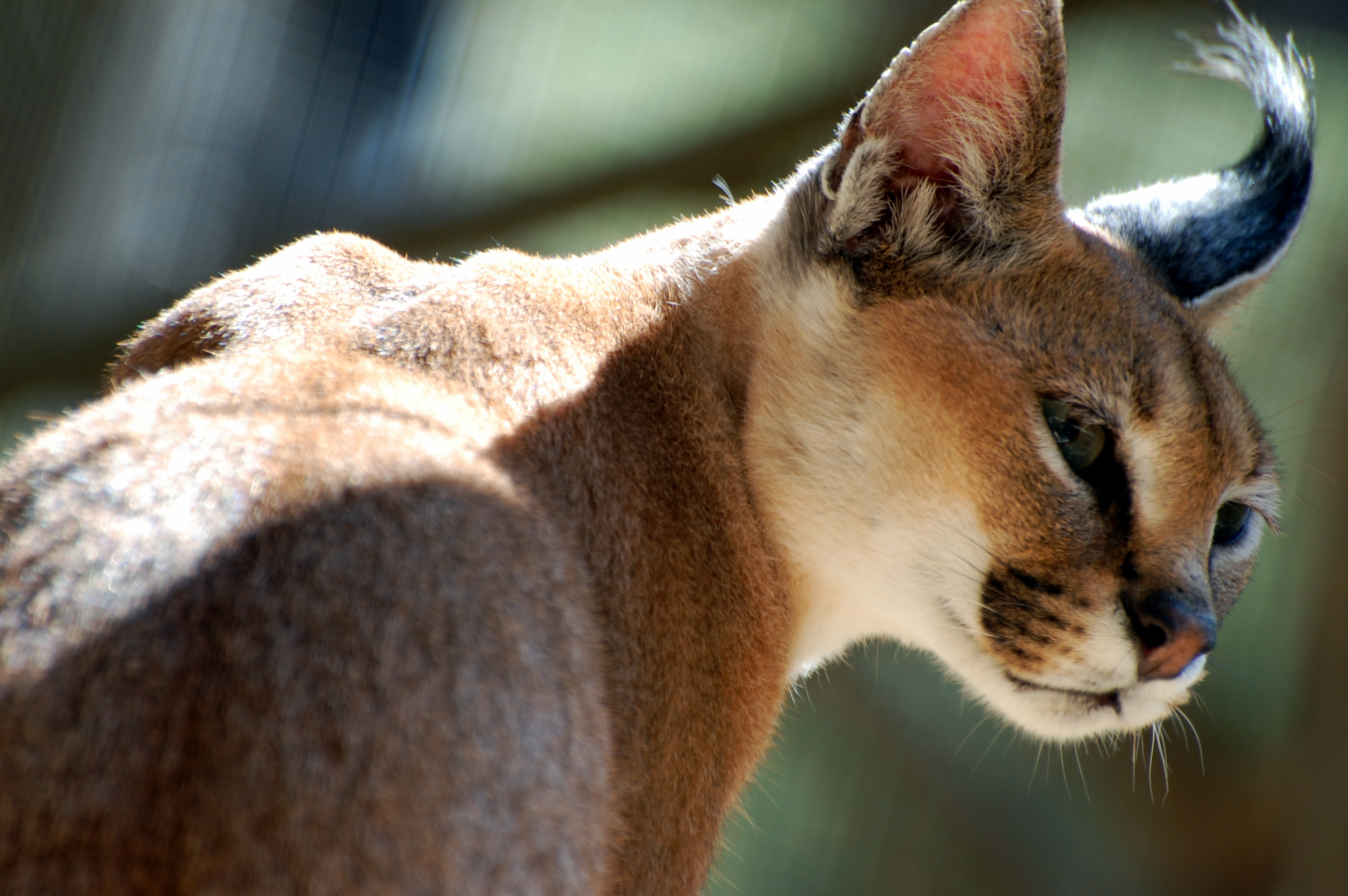
Karakal

- Caracal caracal caracal in Ost-, Zentral- und Südliches Afrika
- Caracal caracal algira in Nordafrika
- Caracal caracal damarensis in Namibia
- Caracal caracal limpopoensis, in Botswana
- Caracal caracal lucani, in Gabun
- Caracal caracal michaelis, in Turkmenistan
- Caracal caracal nubica in Äthiopien und dem Sudan.
- Caracal caracal poecilotis, in Westafrika
- Caracal caracal schmitzi in Israel, dem westlichen Asien, dem Iran, Pakistan und in Indien.

Die Cat Specialist Group der IUCN erkennt in ihrer im Jahr 2017 veröffentlichten Revision der Katzensystematik dagegen nur drei Unterarten an.
- Caracal caracal caracal im südlichen und östlichen Afrika
- Caracal caracal nubica im Maghreb, in Teilen der Sahara und in der Sahelzone westlich des Nils
- Caracal caracal schmitzi im asiatischen Teil des Verbreitungsgebietes und im Nildelta.

## Karakal und Menschen

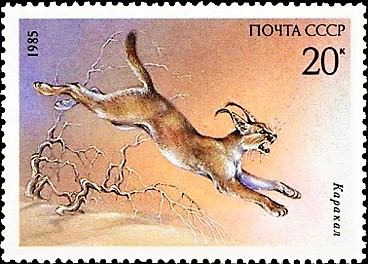
Briefmarke der Sowjetunion

Bis weit in das 20. Jahrhundert hinein wurden zahme Karakale in Indien und im Iran gehalten, um damit Hasen und anderes Kleinwild zu jagen. Der britische Reisende Godfrey Thomas Vigne berichtete davon, dass in der ersten Hälfte des 19. Jahrhunderts in Kaschmir Karakale wie Geparden zur Jagd eingesetzt wurden, wobei sie vor allem bei der Jagd auf kleinere Beute wie Hasen oder Geflügel aber auch kleine Gazellen genutzt wurden. Karakale wurden auch benutzt, um beispielsweise Krähen zu jagen. Bei Wetten wurden zwei Karakale auf einen Trupp am Boden sitzender Tauben losgelassen und gewettet, welcher Karakal die meisten Tauben schlüge, bevor diese aufgeflogen seien. Ein geschickter Karakal konnte dabei fast ein Dutzend Tauben schlagen. Diese Katzen konnten aufgrund ihrer enormen Sprungkraft auch darauf dressiert werden, auffliegende oder auch jagende Vögel wie Falken aus der Luft zu jagen. Für letztere warf man Beutebrocken für die Vögel in die Luft, sodass sie in die Reichweite der Katzen kamen und von diesen gepackt werden konnten.
Der Karakal wird teilweise noch bejagt. Besonders intensiv ist diese Bejagung in der südafrikanischen Kapprovinz, da Karakale hier so zahlreich sind und so häufig Haustiere schlagen, dass eine hohe Bestandsdichte als problematisch empfunden wird. Besonders problematisch ist, dass sie häufig mehr Tiere töten, als sie zur Deckung ihres Nahrungsbedarfs benötigen (sogenanntes surplus killing). Bei einem Vorfall in Südafrika tötete ein einzelner Karakal mehr als 21 junge Hausziegen. In Südafrika sind die Mageninhalte von 394 Karakalen untersucht worden, die getötet wurden, um die Zahl der Karakale zu reduzieren. Bei 37 Prozent der Tiere war der Magen leer. Beim Inhalt der übrigen 246 Mägen konnten in 28 Prozent Überreste von Schafen und Ziegen nachgewiesen werden.
Karakale gelten als einfach zu jagende Tiere. Außer in Südafrika werden sie insbesondere in Indien, dort unter anderem wegen ihres Fells bejagt. Auf dem internationalen Pelzmarkt hatten Karakalfelle jedoch nie einen höheren Wert und die Fellanlieferung war immer unbedeutend. Der Fellhandel stellt deswegen keine spezifische Gefährdung der Art dar.
Die Art ist in Anhang B, Exemplare aus der asiatischen Population sind im Anhang A der EU-Artenschutzverordnung (VO (EG) Nr. 338/97) gelistet, so dass in der Europäischen Union Einfuhr und Vermarktung, also auch Kauf- oder Verkaufsangebote von lebenden Tieren oder Tierteilen (Felle, Präparate) sowie das Zurschaustellen zu kommerziellen Zwecken grundsätzlich verboten sind. In Deutschland ist die Art daher besonders geschützt, wobei Exemplare aus asiatischer Population Höchstschutz genießen (streng geschützt).
„Big Floppa“ gilt als eines der populärsten Katzen-Memes.

## Belege
1. 1 2 3 4 5  Sunquist, S. 39
2. 1 2 3 4  Sunquist, S. 38
3. 1 2 3 4  Sunquist, S. 42
4. ↑  Nicht nur Hauskatzen landen immer auf den Pfoten – auch der Wüstenluchs schafft die Schraube. In: watson.ch. Abgerufen am 12. Dezember 2021.
5. 1 2 3  Sunquist, S. 40
6. 1 2 3 4  Sunquist, S. 41
7. 1 2  Sunquist, S. 43
8. ↑  Johann Christian von Schreber: „Der Karakal.“ In: Die Säugethiere in Abbildungen nach der Natur, mit Beschreibungen. Wolfgang Walther, Erlangen 1778, S. 413. (Digitalisat).
9. 1 2 3 4  Warren E. Johnson, Eduardo Eizirik, Jill Pecon-Slattery, William J. Murphy, Agostinho Antunes, Emma Teeling, Stephen J. O’Brien: The late Miocene radiation of modern Felidae: A genetic assessment. Science 311, 2006, S. 73–77. doi:10.1126/science.1122277.
10. 1 2 3  Stephen J. O’Brien, Warren E. Johnson: Der neue Stammbaum der Katzen. In: Spektrum der Wissenschaft. 6/2008, S. 54–61.
11. ↑  Don E. Wilson, Russell A. Mittermeier (Hrsg.): Handbook of the Mammals of the World. Volume 1: Carnivores. Lynx Edicions, 2009, ISBN 978-84-96553-49-1, (S. 143).
12. ↑  
A. C. Kitchener, C. Breitenmoser-Würsten, E. Eizirik, A. Gentry, L. Werdelin, A. Wilting, N. Yamaguchi, A. V. Abramov, P. Christiansen, C. Driscoll, J. W. Duckworth, W. Johnson, S.-J. Luo, E. Meijaard, P. O’Donoghue, J. Sanderson, K. Seymour, M. Bruford, C. Groves, M. Hoffmann, K. Nowell, Z. Timmons, S. Tobe: A revised taxonomy of the Felidae. The final report of the Cat Classification Task Force of the IUCN/SSC Cat Specialist Group. In: Cat News. Special Issue 11, 2017, S. 63–64.
13. 1 2  „Relationship with Humans“. In: M.E. Sunquist, F.C. Sunquist: Family Felidae (Cats) In: Don E. Wilson, Russell A. Mittermeier (Hrsg.): Handbook of the Mammals of the World. Volume 1: Carnivores. Lynx Edicions, Barcelona 2009, ISBN 978-84-96553-49-1,  S. 103–115; hier S. 112.
14. ↑  Sunquist, S. 44
15. ↑  Christian Franke, Johanna Kroll: Jury Fränkel’s Rauchwaren-Handbuch 1988/89. 10. überarbeitete und ergänzte Auflage. Rifra-Verlag, Murrhardt 1988, S. 119.
16. ↑  Art. 8 Abs. 5 VO (EG) Nr. 338/97, Ausnahmen Abs. 3 bis 4; asiatische Exemplare betreffend Abs. 1
17. ↑  § 7 (Seite nicht mehr abrufbar, festgestellt im November 2022. Suche in Webarchiven) Abs. 2 Ziff. 14 a), das heißt unter Strafandrohung gemäß § 71 Abs. 2 BNatSchG etwa bei Vermarktung ohne formelle Ausnahmeerlaubnis, ansonsten ordnungswidrig nach § 69 Abs. 4 BNatSchG
18. ↑  Victoria Ryabikova: Meet ‘Big Floppa’ - the hero of the most popular cat meme of 2020 (PHOTOS). 31. Mai 2021, abgerufen am 4. Januar 2022 (amerikanisches Englisch).
19. ↑  Google Trends. Abgerufen am 4. Januar 2022.